# Якість повітря в приміщенні

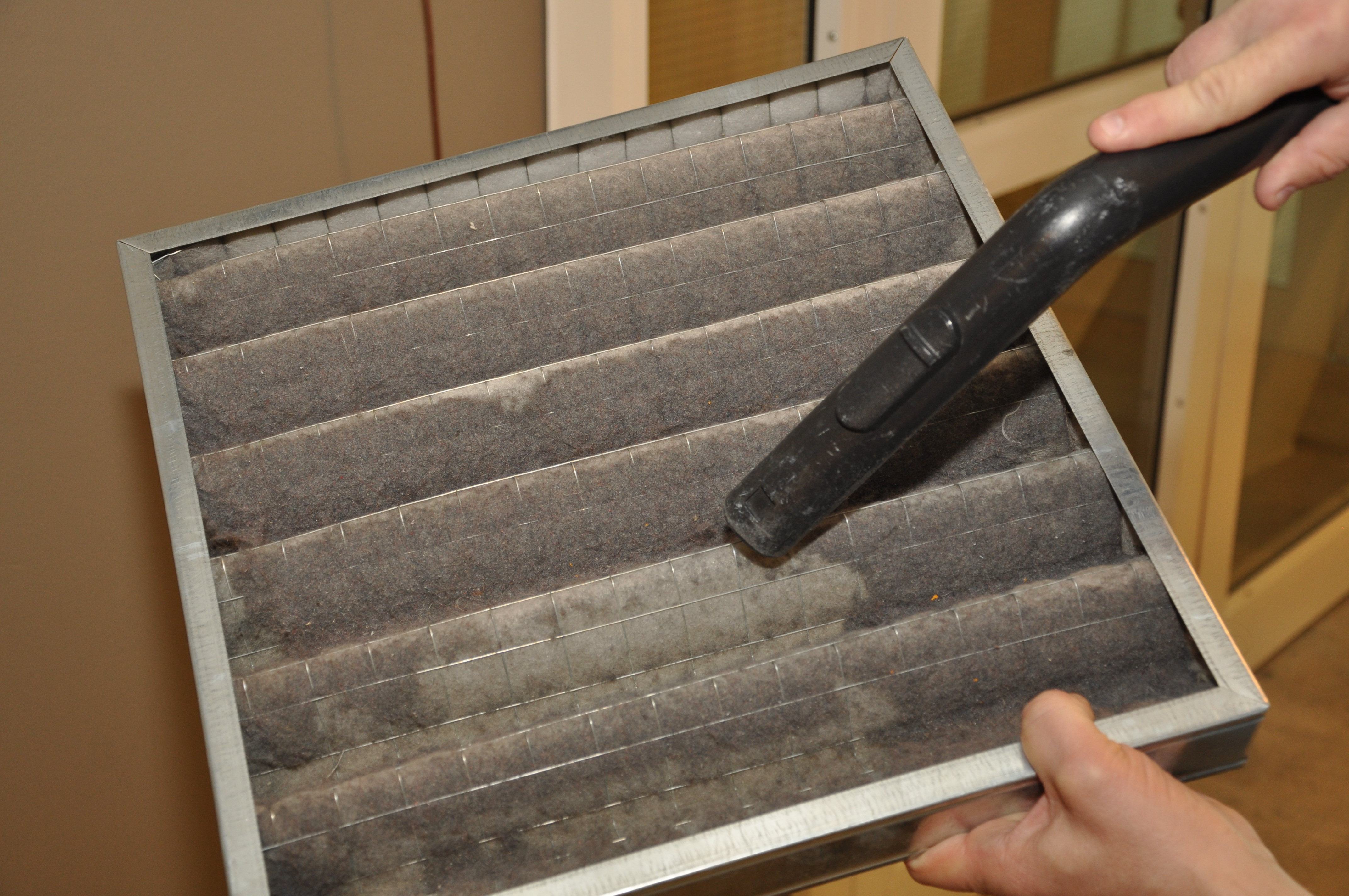
Очищення повітряного фільтра

Якість повітря в приміщенні (IAQ) — якість повітря всередині та навколо будівель і споруд. Відомо, що якість повітря впливає на здоров'я, комфорт і самопочуття мешканців будівлі. Погана якість повітря в приміщенні пов'язана з синдромом хворої будівлі, зниженням продуктивності та погіршенням навчання в школах. Звичайні забруднювачі повітря в приміщеннях включають: пасивний тютюновий дим, забруднювачі повітря від горіння в приміщенні, радон, цвіль та інші алергени, чадний газ, леткі органічні сполуки, легіонели та інші бактерії, азбестові волокна, вуглекислий газ, озон і тверді частинки. Контроль джерела, фільтрація та використання вентиляції для розрідження забруднень є основними методами покращення якості повітря всередині приміщень у більшості будівель.
Визначення IAQ передбачає збір проб повітря, моніторинг впливу забруднюючих речовин на людину, збір проб на поверхнях будівель та комп'ютерне моделювання потоку повітря всередині будівель. IAQ є частиною якості внутрішнього середовища (IEQ), яка включає IAQ, а також інші фізичні та психологічні аспекти життя в приміщенні (наприклад, освітлення, візуальна якість, акустика та тепловий комфорт).
Робочі місця в закритих приміщеннях зустрічаються в багатьох робочих середовищах, таких як офіси, торгові зали, лікарні, бібліотеки, школи та дошкільні заклади догляду за дітьми. На таких робочих місцях не виконуються роботи, пов'язані з шкідливими речовинами, і вони не включають зони підвищеного шуму. Тим не менш, працівники можуть мати симптоми, що належать до синдрому хворої будівлі, такі як печіння в очах, першіння в горлі, закладеність носа та головні болі. Ці недуги часто не можуть бути пов'язані з однією причиною, і вони вимагають комплексного аналізу, окрім перевірки якості повітря. Такі фактори, як дизайн робочого місця, освітлення, шум, теплове середовище, іонізуюче випромінювання, а також психологічні та психічні аспекти також повинні бути враховані. Доповідь, підготовлена за підтримки Інституту безпеки та гігієни праці Німецького соціального страхування від нещасних випадків, може допомогти в систематичному дослідженні окремих проблем зі здоров'ям, що виникають на робочих місцях у закритих приміщеннях, а також у визначенні практичних рішень.
Забруднення повітря всередині приміщень становить серйозну небезпеку для здоров'я в країнах, що розвиваються, і в цьому контексті його зазвичай називають «побутовим забрудненням повітря». Здебільшого це стосується методів приготування їжі та обігріву шляхом спалювання палива з біомаси у вигляді деревини, деревного вугілля, гною та рослинних залишків у закритих приміщеннях без належної вентиляції. Мільйони людей, насамперед жінки та діти, стикаються із серйозними ризиками для здоров'я. Загалом близько трьох мільярдів людей у країнах, що розвиваються, страждають від цієї проблеми. За оцінками Всесвітньої організації охорони здоров'я (ВООЗ), забруднення повітря в приміщеннях, пов'язане з приготуванням їжі, спричиняє 3,8 мільйонів смертей на рік. Дослідження Global Burden of Disease оцінило кількість смертей у 2017 році в 1,6 мільйона.
У січні 2023 року в The New York Times були опубліковані пропозиції щодо зменшення забруднення повітря в приміщенні під час використання газової плити, що пов'язано з підвищеним ризиком астми та інших можливих захворювань.

## Загальні забруднювачі

### Пасивний тютюновий дим
Пасивне куріння — тютюновий дим, який впливає на людей, окрім «активного» курця. Пасивний тютюновий дим включає як газоподібну фазу, так і фазу твердих частинок, при цьому особливу небезпеку спричиняють рівні монооксиду вуглецю (як зазначено нижче) і дуже дрібні тверді частки (особливі дрібні частки, особливо розміром PM2,5 і PM10), які потрапляють у бронхіоли і альвеоли в легені. Єдиний надійний спосіб покращити якість повітря в приміщенні щодо пасивного куріння — це припинення паління в приміщенні. Використання електронної сигарети вдома також підвищує концентрацію твердих частинок вдома.

### Забруднювачі повітря від горіння в приміщенні

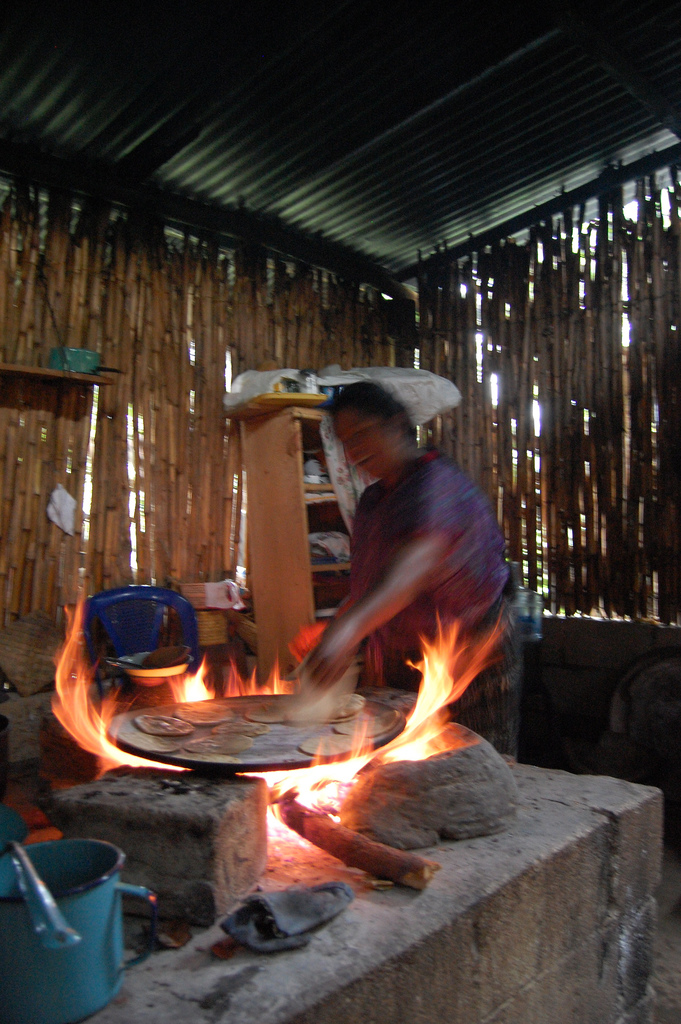
Традиційна дров'яна 3-кам'яна піч у Гватемалі, яка спричиняє забруднення повітря в приміщенні

Спалювання в приміщенні, наприклад, для приготування їжі чи опалення, є основною причиною забруднення повітря всередині приміщень і спричиняє значну шкоду здоров'ю та передчасну смерть. Вуглеводневі пожежі спричиняють забруднення повітря. Забруднення спричиняється як біомасою, так і різними видами викопного палива, але деякі види палива є більш шкідливими, ніж інші. Пожежа в приміщенні може призвести до утворення частинок сажі, оксидів азоту, оксидів сірки та сполук ртуті, серед інших викидів. Близько 3 мільярдів людей готують їжу на відкритому вогні або на елементарних плитах. Паливом для приготування їжі є вугілля, деревина, тваринний гній і рослинні залишки.
У січні 2023 року в Нью-Йорк таймс було опубліковано способи покращення забруднення повітря в приміщенні під час використання газової плити, пов'язані з підвищеним ризиком астми та інших можливих захворювань.

### Радон
Радон — це невидимий радіоактивний атомарний газ, який утворюється в результаті радіоактивного розпаду радію, який можна знайти в гірських утвореннях під будівлями або в самих деяких будівельних матеріалах. Радон, ймовірно, є найпоширенішою серйозною небезпекою для повітря в приміщеннях у Сполучених Штатах і Європі, і, ймовірно, є причиною десятків тисяч смертей від раку легенів щороку. Існують відносно прості набори тестів для самостійного тестування газу радону, але якщо будинок продається, тестування має проводити особа, яка має ліцензію в деяких штатах США. Газ радон потрапляє в будівлі як ґрунтовий газ і є важким газом, тому накопичуватиметься на найнижчому рівні. Радон також може потрапити в будівлю через питну воду, особливо з душових кабін. Будівельні матеріали можуть бути рідкісним джерелом радону, але для виробів з каменю, каменю чи плитки, що привозяться на будівельні майданчики, проводяться незначні випробування; Накопичення радону найбільше в добре ізольованих будинках. Період напіврозпаду радону становить 3,8 дня, що свідчить про те, що після видалення джерела небезпека значно зменшиться протягом кількох тижнів. Методи пом'якшення впливу радону включають ущільнення бетонних плит підлоги, фундаментів підвалів, систем водовідведення або посилення вентиляції. Зазвичай вони економічно ефективні та можуть значно зменшити або навіть усунути забруднення та пов'язані з ним ризики для здоров'я.
Радон вимірюється в пікокюрі на літр повітря (pCi/л), вимірювання радіоактивності. У Сполучених Штатах середній рівень радону в приміщенні становить приблизно 1,3 пКі/л. Середній зовнішній рівень становить приблизно 0,4 pCi/л. Головний хірург США та EPA рекомендують установлювати в будинках рівень радону на рівні 4 pCi/л або вище. Агентство з охорони навколишнього середовища також рекомендує людям подумати про налагодження рівня радону в своїх будинках від 2 до 4 пКі/л.

### Цвіль та інші алергени
Ці біологічні хімічні речовини можуть виникати різними способами, але існує два загальних класи: (а) ріст колоній цвілі, викликаний вологою, і (б) природні речовини, що виділяються в повітря, такі як шерсть тварин і пилок рослин. Цвіль завжди пов'язана з вологістю, і її ріст можна загальмувати, підтримуючи рівень вологості нижче 50 %. Накопичення вологи всередині будівель може виникнути через проникнення води в пошкоджені ділянки огороджувальних конструкцій або обшивки будівлі, через протікання сантехніки, через конденсат через неправильну вентиляцію або через проникнення ґрунтової вологи в частину будівлі. Навіть такі прості дії, як сушіння одягу в приміщенні на радіаторах, можуть збільшити ризик зараження (серед іншого) аспергілом — дуже небезпечною пліснявою, яка може бути смертельною для хворих на астму та людей похилого віку. У місцях, де целюлозні матеріали (папір і дерево, включаючи гіпсокартон) стають вологими і не висихають протягом 48 годин, пліснява може розмножуватися і виділяти алергенні спори в повітря.
У багатьох випадках, якщо матеріали не висохли через кілька днів після передбачуваного потрапляння води, підозрюється зростання цвілі в порожнинах стін, навіть якщо це не відразу видно. За допомогою дослідження цвілі, яке може включати руйнівний огляд, можна визначити наявність або відсутність цвілі. У ситуації, коли є видима цвіль і якість повітря в приміщенні може бути скомпрометована, може знадобитися усунення цвілі. Випробування та перевірки цвілі повинні проводитися незалежним дослідником, щоб уникнути будь-якого конфлікту інтересів і забезпечити точні результати.
Є деякі різновиди цвілі, які містять токсичні сполуки (мікотоксини). Однак вплив небезпечних рівнів мікотоксину через вдихання в більшості випадків неможливий, оскільки токсини виробляються грибковим організмом і не містяться у значних кількостях у вивільнених спорах. Основна небезпека розвитку цвілі, що стосується якості повітря в приміщенні, походить від алергенних властивостей клітинної стінки спори. Більш серйозною, ніж більшість алергенних властивостей, є здатність цвілі викликати епізоди в осіб, які вже мають астму, серйозне респіраторне захворювання.

### Окис вуглецю
Одним із найбільш токсичних забруднювачів повітря в приміщенні є оксид вуглецю (CO), газ без кольору та запаху, який є побічним продуктом неповного згоряння. Звичайними джерелами окису вуглецю є тютюновий дим, обігрівачі, що працюють на викопному паливі, несправні печі центрального опалення та вихлопні гази автомобілів. Позбавляючи мозок кисню, високий рівень чадного газу може призвести до нудоти, втрати свідомості та смерті. За даними Американської конференції державних промислових гігієністів (ACGIH), середньозважене за часом обмеження (TWA) для монооксиду вуглецю (630–08–0) становить 25 частин на мільйон.

### Леткі органічні сполуки
Леткі органічні сполуки (ЛОС) виділяються у вигляді газів із певних твердих речовин або рідин. ЛОС включають різноманітні хімічні речовини, деякі з яких можуть мати короткострокові та довгострокові негативні наслідки для здоров'я. Концентрації багатьох летких органічних сполук стабільно вищі в приміщенні (до десяти разів вище), ніж на вулиці. Леткі органічні сполуки виділяються різними продуктами, що нараховуються тисячами. Приклади включають: фарби та лаки, засоби для видалення фарби, засоби для чищення, пестициди, будівельні матеріали та меблі, офісне обладнання, таке як копіювальні апарати та принтери, рідини для коригування та самокопіювальний копіювальний папір, графічні та ремісничі матеріали, включаючи клеї та адгезиви, перманентні маркери та рішення для фотографій.
Хлорована питна вода виділяє хлороформ, коли гаряча вода використовується вдома. Бензол виділяється з палива, яке зберігається у прибудованих гаражах. Перегріте кулінарне масло виділяє акролеїн і формальдегід. Мета-аналіз 77 досліджень ЛОС у будинках у США виявив, що до десятки найнебезпечніших ЛОС у приміщенні належать акролеїн, формальдегід, бензол, гексахлорбутадієн, ацетальдегід, 1,3-бутадієн, бензилхлорид, 1,4-дихлорбензол, чотирихлористий вуглець., акрилонітрил і вінілхлорид. Ці сполуки перевищували санітарні норми в більшості домів.
Органічні хімікати широко використовуються як інгредієнти в побутових продуктах. Фарби, лаки та віск містять органічні розчинники, як і багато засобів для чищення, дезінфекції, косметики, засобів для знежирення та продуктів для хобі. Паливо складається з органічних хімічних речовин. Усі ці продукти можуть виділяти органічні сполуки під час використання та, певною мірою, під час зберігання. Випробування викидів від будівельних матеріалів, що використовуються всередині приміщень, стає все більш поширеним для підлогових покриттів, фарб та багатьох інших важливих будівельних матеріалів і оздоблення для приміщень.
Матеріали для приміщень, такі як гіпсокартонні плити чи килими, діють як «мийки» ЛОС, затримуючи пари ЛОС протягом тривалого періоду часу та вивільняючи їх шляхом дегазації. Це може призвести до хронічного та низького рівня впливу ЛОС.
Декілька ініціатив передбачають зменшення забруднення повітря в приміщеннях шляхом обмеження викидів ЛОС із продуктів. Існують нормативні акти у Франції та Німеччині, а також численні добровільні екологічні маркування та рейтингові системи, що містять критерії низького рівня викидів ЛОС, такі як EMICODE, M1, Blue Angel і Indoor Air Comfort в Європі як Каліфорнійський стандарт CDPH, розділ 01350 і кілька інших у США. Ці ініціативи змінили ринок, де протягом останніх десятиліть стало доступно все більше продуктів з низьким рівнем викидів.
Охарактеризовано принаймні 18 мікробних летких органічних сполук (MVOCs), включаючи 1-октен-3-ол, 3-метилфуран, 2-пентанол, 2-гексанон, 2-гептанон, 3-октанон, 3-октанол, 2-октен-1-ол, 1-октен, 2-пентанон, 2-нонанон, борнеол, геосмін, 1-бутанол, 3-метил-1-бутанол, 3-метил-2-бутанол і туйопсен. Перша з цих сполук називається грибним спиртом. Останні чотири є продуктами Stachybotrys chartarum, які пов'язують із синдромом нездорової будівлі.

### Легіонелла
Хвороба легіонерів спричинена водною бактерією Legionella, яка найкраще росте в тихій або тихій теплій воді. Основним шляхом впливу є створення аерозольного ефекту, найчастіше з випарних градирень або душових лійок. Загальним джерелом легіонелли в комерційних будівлях є випарні градирні, які погано розміщені або обслуговуються, з яких часто виділяється вода у вигляді аерозолю, який може потрапити у сусідні вентиляційні отвори. Спалахи в медичних закладах і будинках престарілих, де пацієнти мають пригнічений імунітет і ослаблений імунітет, є найбільш поширеними випадками легіонельозу. Не один випадок пов'язаний з відкритими фонтанами в громадських атракціонах. Присутність легіонелли у водопостачаннях комерційних будівель дуже занижена, оскільки здорові люди потребують значного впливу, щоб отримати інфекцію.
Тестування на легіонеллу зазвичай передбачає відбір зразків води та поверхневих мазків із басейнів випарного охолодження, душових насадок, змішувачів/кранів та інших місць, де накопичується тепла вода. Потім зразки культивують і колонієутворюючі одиниці (КУО) Legionella кількісно визначають як КУО/літр.
Легіонела є паразитом найпростіших, таких як амеба, і, отже, потребує умов, придатних для обох організмів. Бактерія утворює біоплівку, стійку до хімічних та антимікробних обробок, включаючи хлор. Усунення спалахів легіонелли в комерційних будівлях різниться, але часто передбачає промивання дуже гарячою водою (160 °F; 70 °C), стерилізація стоячої води в басейнах випарного охолодження, заміна душових лійок і в деяких випадках змивання солей важких металів. Профілактичні заходи включають регулювання нормального рівня гарячої води до 120 °F (50 °C) у водопровідному крані, оцінюючи проект об'єкта, видаляючи аератори крана та періодично перевіряючи підозрілі місця.

### Інші бактерії
У повітрі приміщень і на поверхнях приміщень міститься багато бактерій, які мають значення для здоров'я. Роль мікробів у внутрішньому середовищі все більше вивчається за допомогою сучасного генного аналізу зразків навколишнього середовища. Наразі тривають зусилля, щоб об'єднати мікробних екологів і вчених з повітря в приміщеннях, щоб створити нові методи аналізу та краще інтерпретувати результати.

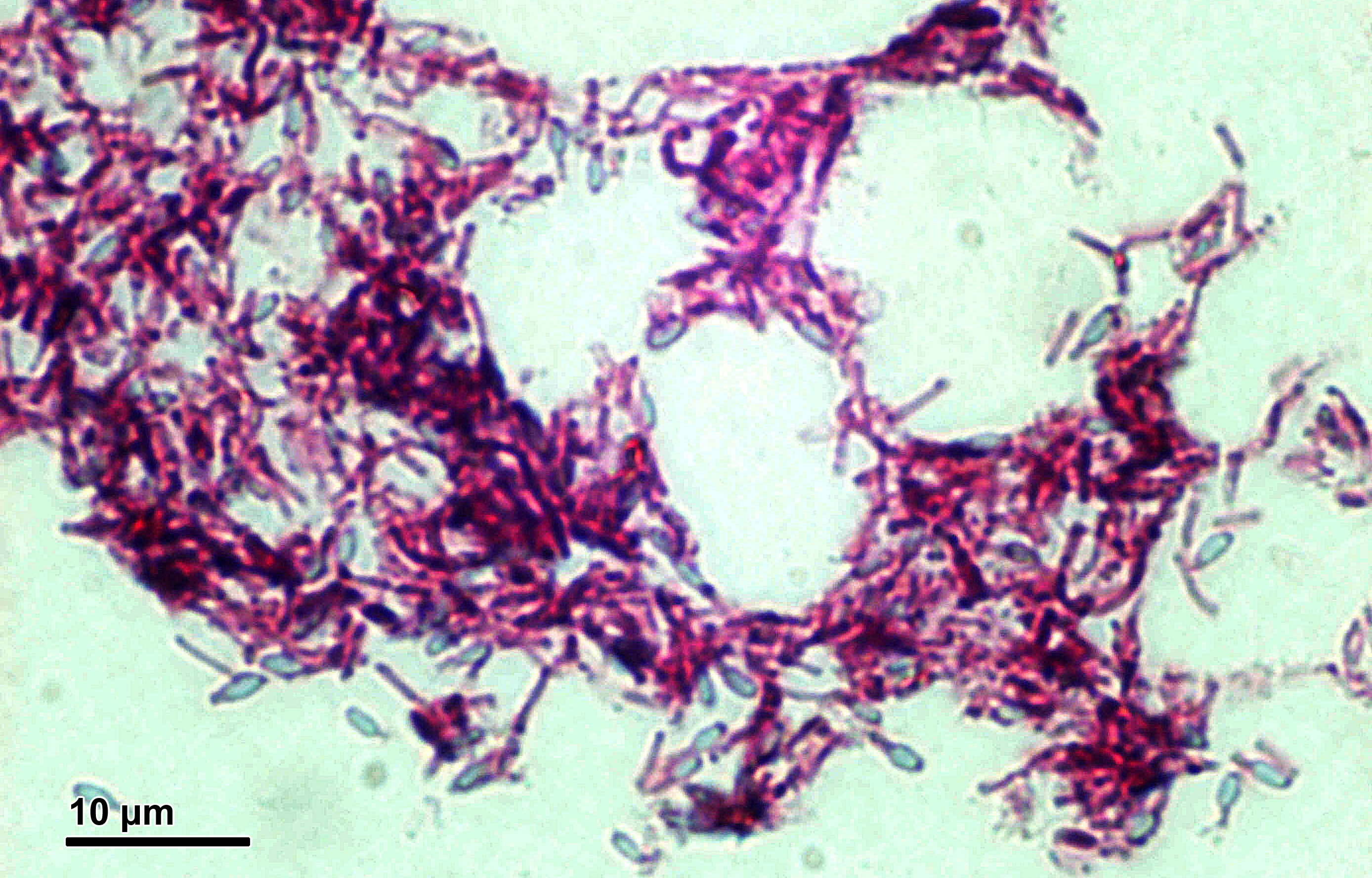
Бактерії (26 2 27) Мікроби, що передаються повітрям

«У людській флорі приблизно в десять разів більше бактеріальних клітин, ніж людських клітин в організмі, з великою кількістю бактерій на шкірі та кишковій флорі». Велика частка бактерій, що містяться в повітрі та пилу в приміщенні, виділяється людьми. До найважливіших бактерій, які, як відомо, зустрічаються в повітрі приміщень, належать Mycobacterium tuberculosis, Staphylococcus aureus, Streptococcus pneumoniae.

### Азбестові волокна
Багато звичайних будівельних матеріалів, що використовувалися до 1975 року, містять азбест, наприклад, деякі плитки для підлоги, стелі, черепиця, вогнезахисні матеріали, системи опалення, обгортання труб, клейові розчини, мастики та інші ізоляційні матеріали. Зазвичай значних викидів азбестового волокна не відбувається, якщо будівельні матеріали не порушуються, наприклад, шляхом різання, шліфування, свердління або реконструкції будівлі. Видалення матеріалів, що містять азбест, не завжди є оптимальним, оскільки волокна можуть поширюватися в повітря під час процесу видалення. Натомість часто рекомендують програму управління неушкодженими матеріалами, що містять азбест.
Коли матеріал, що містить азбест, пошкоджується або розпадається, мікроскопічні волокна розсіюються в повітрі. Вдихання азбестових волокон протягом тривалого часу впливу пов'язане з підвищенням частоти раку легенів, зокрема специфічної форми мезотеліоми. Ризик раку легенів через вдихання азбестових волокон значно вищий для курців, однак підтвердженого зв'язку з пошкодженням, спричиненим азбестозом, немає. Симптоми захворювання зазвичай з'являються лише через 20-30 років після першого контакту з азбестом.
Азбест зустрічається в старих будинках і будівлях, але найчастіше зустрічається в школах, лікарнях і на промислових підприємствах. Незважаючи на те, що весь азбест є небезпечним, продукти, які є крихкими, наприклад, напилені покриття та ізоляція, становлять значно більшу небезпеку, оскільки вони, швидше за все, викидають волокна в повітря. Федеральний уряд США та деякі штати встановили стандарти допустимих рівнів вмісту азбестових волокон у повітрі приміщень. До шкіл застосовуються особливо суворі правила. 

### Вуглекислий газ
Відповідно до ASHRAE, «існуючі докази прямого впливу вуглекислого газу (CO2) на здоров'я, самопочуття, результати навчання та ефективність роботи при зазвичай спостережуваних концентраціях у приміщенні є суперечливими, і тому наразі не виправдовують зміни вентиляції та стандартів якості внутрішнього повітря, правила чи настанови». NASA відзначило, що дослідження рівнів CO2 на підводних човнах або космічних кораблях (від 3000 до 7000 частин на мільйон) виявили, що це не впливає на продуктивність астронавтів або офіцерів підводних човнів. Однак вони вирішили обмежити його до 5000 ppm, щоб уникнути головного болю. У той час як серед неспеціалізованих популяцій було виявлено, що чистий CO2 у концентрації, звичайній для внутрішнього середовища, впливає на прийняття рішень на високому рівні.
Крім того, це відносно легко виміряти сурогат забруднюючих речовин у приміщенні, що викидає людина, і корелює з метаболічною активністю людини. Люди є основним внутрішнім джерелом вуглекислого газу в більшості будівель. Рівень CO2 у приміщенні є індикатором адекватності вентиляції зовнішнього повітря щодо щільності людей у приміщенні та метаболічної активності. Щоб усунути більшість скарг, загальний рівень CO2 у приміщенні має бути зменшений до різниці не більше ніж на 700 частин на мільйон порівняно з зовнішнім рівнем. Національний інститут охорони праці США (NIOSH) вважає, що концентрація двоокису вуглецю в приміщенні, яка перевищує 1000 частин на мільйон, є ознакою недостатньої вентиляції. Стандарти Великої Британії для шкіл стверджують, що вуглекислий газ у всіх приміщеннях для навчання та навчання, виміряний на висоті голови сидячи та усереднений за цілий день, не повинен перевищувати 1500 частин на мільйон. Весь день відноситься до звичайних шкільних годин (тобто з 9:00 до 15:30) і включає вільні періоди, такі як обідня перерва. У Гонконзі EPD встановив цілі щодо якості повітря в приміщеннях для офісних будівель і громадських місць, у яких рівень вуглекислого газу нижче 1000 частин на мільйон вважається нормальним. Європейські стандарти обмежують вуглекислий газ до 3500 ppm. OSHA обмежує концентрацію вуглекислого газу на робочому місці до 5000 ppm протягом тривалого часу та 35 000 ppm протягом 15 хвилин.
Концентрації вуглекислого газу збільшуються в результаті перебування людини, але відстають у часі від загальної зайнятості та надходження свіжого повітря. Чим нижчий інтенсивність повітрообміну, тим повільніше накопичується вуглекислий газ до квазістаціонарних концентрацій, на яких базуються рекомендації NIOSH та Великій Британії. Таким чином, вимірювання вуглекислого газу з метою оцінки адекватності вентиляції необхідно проводити після тривалого періоду постійного перебування та вентиляції — у школах щонайменше 2 години, а в офісах щонайменше 3 години — для того, щоб концентрації були розумним показником достатність вентиляції. Портативні прилади, які використовуються для вимірювання вуглекислого газу, слід часто калібрувати, а вимірювання на відкритому повітрі, що використовуються для розрахунків, слід проводити ближче до вимірювань у приміщенні. Також може знадобитися поправка на вплив температури на вимірювання, проведені поза приміщенням.
Концентрація вуглекислого газу в закритих або замкнутих приміщеннях може зрости до 1000 частин на мільйон протягом 45 хвилин після закриття. Наприклад, у 3,5-на-4-метри (11 фут × 13 фут) розміру офісу вміст вуглекислого газу в атмосфері збільшився з 500 ppm до понад 1000 ppm протягом 45 хвилин після припинення вентиляції та закриття вікон і дверей. 

### Озон
Озон утворюється під впливом ультрафіолетового світла Сонця, що потрапляє на атмосферу Землі (особливо в озоновий шар), блискавок, деяких високовольтних електричних пристроїв (таких як іонізатори повітря), а також як побічний продукт інших типів забруднення.
Озон існує у більших концентраціях на висотах, на яких зазвичай літають пасажирські літаки. Реакції між озоном і бортовими речовинами, включаючи шкірні масла та косметику, можуть утворювати токсичні хімікати як побічні продукти. Сам по собі озон також подразнює тканини легенів і шкідливий для здоров'я людини.
Зовнішнє повітря, яке використовується для вентиляції, може містити достатню кількість озону, щоб реагувати зі звичайними забруднювачами в приміщенні, а також із шкірними маслами та іншими поширеними хімічними речовинами повітря в приміщенні або поверхнями. Особливе занепокоєння викликає використання «зелених» чистячих засобів на основі цитрусових або терпенових екстрактів, оскільки ці хімікати дуже швидко реагують з озоном, утворюючи токсичні та подразнюючі хімікати, а також дрібні та наддрібні частинки.  Вентиляція зовнішнім повітрям, що містить підвищену концентрацію озону, може ускладнити спроби відновлення.
Закон про чисте повітря 1990 року вимагав від Агентства з охорони навколишнього середовища США встановити національні стандарти якості навколишнього повітря (NAAQS) для шести критеріїв забруднювачів повітря, шкідливих для здоров'я людини. Озон є одним із критеріальних забруднювачів повітря. Інші організації висунули стандарти щодо повітря, наприклад Управління з охорони праці (OSHA), Національний інститут безпеки та гігієни праці (NIOSH) і Всесвітня організація охорони здоров'я (ВООЗ). Стандарт OSHA щодо концентрації озону на робочому місці становить 0,1 проміле в середньому за 8-годинний період. Стандарт EPA для концентрації озону становить у середньому 0,07 ppm за 8-годинний період.

### Тверді частинки
Атмосферні тверді частинки, також відомі як тверді частинки, можна знайти всередині приміщень і можуть впливати на здоров'я мешканців. Влада встановила стандарти максимальної концентрації твердих часток для забезпечення якості повітря в приміщеннях.

## Швидкий когнітивний дефіцит
У 2015 році експериментальні дослідження повідомили про виявлення значних епізодичних (ситуативних) когнітивних розладів через домішки в повітрі, яким дихають випробувані, які не були поінформовані про зміни в якості повітря. Дослідники з Гарвардського університету та Медичного університету штату SUNY та Університету Сіракуз вимірювали когнітивні показники 24 учасників у трьох різних контрольованих лабораторних атмосферах, які моделювали ті, що існують у «звичайних» і «зелених» будівлях, а також у зелених будівлях з посиленою вентиляцією. Ефективність оцінювалася об'єктивно за допомогою широко використовуваного інструменту моделювання програмного забезпечення Strategic Management Simulation, який є добре перевіреним тестом оцінки для прийняття виконавчих рішень у невимушеній ситуації, що дозволяє ініціативу та імпровізацію. Значні недоліки спостерігалися в показниках продуктивності, досягнутих при збільшенні концентрації ЛОС або вуглекислого газу, при збереженні інших факторів постійними. Найвищі досягнуті рівні домішок не є рідкістю в деяких класах або офісах.

## Вплив кімнатних рослин

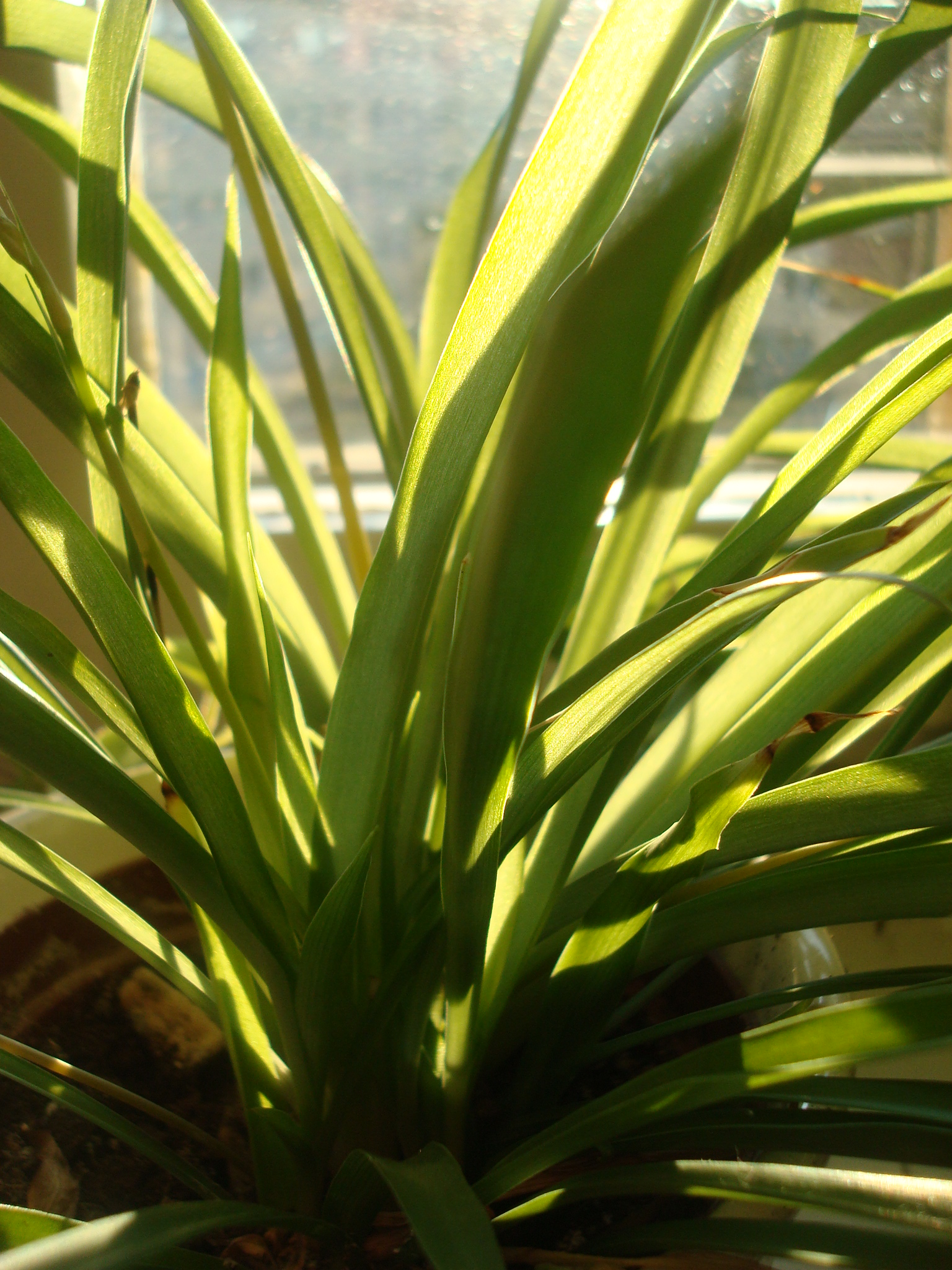
Рослини-павуки (Chlorophytum comosum) поглинають деякі забруднювачі повітря

Кімнатні рослини разом із середовищем, у якому вони вирощуються, можуть зменшити кількість компонентів забруднення повітря в приміщенні, зокрема летких органічних сполук (ЛОС), таких як бензол, толуол і ксилол. Рослини видаляють CO2 і виділяють кисень і воду, хоча кількісний вплив на кімнатні рослини невеликий. Інтерес до використання рослин у горщиках для видалення ЛОС був викликаний дослідженням НАСА 1989 року, проведеним у герметичних камерах, призначених для копіювання середовища на космічних станціях. Однак ці результати страждали від поганої повторюваності і незастосовні до типових будівель, де повітрообмін із зовнішнього до внутрішнього вже видаляє ЛОС зі швидкістю, яку можна порівняти лише з розміщенням 10–1000 рослин/м 2 площа будівлі.
Рослини також зменшують кількість мікробів і цвілі, що переносяться повітрям, і підвищують вологість. Однак підвищена вологість сама по собі може призвести до збільшення рівня цвілі та навіть ЛОС.
Коли концентрація вуглекислого газу в приміщенні підвищена порівняно з концентрацією на відкритому повітрі, це лише показник того, що вентиляція недостатня для видалення продуктів метаболізму, пов'язаних з перебуванням людини. Рослинам потрібен вуглекислий газ для росту та виділення кисню, коли вони споживають вуглекислий газ. У дослідженні, опублікованому в журналі Environmental Science & Technology, розглядаються показники поглинання кетонів і альдегідів мирною лілією (Spathiphyllum clevelandii) і золотистим потосом (Epipremnum aureum). Акіра Тані та К. Ніколас Хьюітт виявили, що «довготривалі результати фумігації показали, що загальна кількість поглинання була в 30–100 разів більшою, ніж кількість, розчинена в листі, що свідчить про те, що леткі органічні вуглеці метаболізуються в листі та/або переміщуються через черешок». Варто відзначити, що дослідники запечатали рослини в тефлонові пакети. «Жодної втрати ЛОС із мішка не було виявлено, коли рослини були відсутні. Однак, коли рослини були в мішку, рівні альдегідів і кетонів знижувалися повільно, але безперервно, вказуючи на видалення рослинами». Дослідження, проведені в герметичних мішках, не точно відтворюють умови в закритих приміщеннях. Необхідно вивчити динамічні умови з вентиляцією зовнішнього повітря та процеси, пов'язані з поверхнями самої будівлі та її вмістом, а також з мешканцями.
Оскільки надзвичайно висока вологість пов'язана з посиленням розвитку цвілі, алергічними реакціями та респіраторними реакціями, наявність додаткової вологи від кімнатних рослин може бути небажаною в усіх приміщеннях, якщо полив здійснюється неналежним чином.

## Дизайн HVAC
Екологічно стійкі концепції проектування також включають аспекти, пов'язані з промисловістю комерційного та житлового опалення, вентиляції та кондиціонування повітря (HVAC). Серед кількох міркувань однією з тем, що розглядаються, є питання якості повітря в приміщенні на етапах проектування та будівництва протягом життєвого циклу будівлі.
Одним із методів зменшення споживання енергії при підтримці належної якості повітря є вентиляція з регульованою потребою. Замість встановлення пропускної здатності на фіксованому рівні заміни повітря, датчики вуглекислого газу використовуються для динамічного контролю швидкості на основі викидів фактичних мешканців будівлі.
Протягом останніх кількох років між фахівцями з якості повітря в приміщеннях точилося багато дебатів щодо правильного визначення якості повітря в приміщенні та, зокрема, щодо того, що таке «прийнятна» якість повітря в приміщенні.
Одним із способів кількісного забезпечення здорового повітря в приміщенні є частота ефективного обороту внутрішнього повітря шляхом заміни зовнішнім. У Великій Британії, наприклад, у класних кімнатах вимагається 2,5 заміни зовнішнього повітря на годину. У залах, спортзалах, їдальнях і фізіотерапевтичних приміщеннях вентиляція повинна бути достатньою для обмеження вуглекислого газу до 1500 частин на мільйон. У США та відповідно до стандартів ASHRAE вентиляція в класах базується на кількості зовнішнього повітря на одного мешканця плюс кількість зовнішнього повітря на одиницю площі підлоги, а не повітрообміну за годину. Оскільки вуглекислий газ у приміщенні надходить від мешканців і зовнішнього повітря, адекватність вентиляції на мешканця вказується концентрацією в приміщенні мінус концентрація на вулиці. Значення на 615 ppm вище зовнішньої концентрації вказує на приблизно 15 кубічних футів зовнішнього повітря на хвилину на дорослого мешканця, який виконує сидячу офісну роботу, де зовнішнє повітря містить 385 ppm, поточну глобальну середню концентрацію CO2 в атмосфері. У класних кімнатах вимоги стандарту ASHRAE 62.1 «вентиляція для забезпечення прийнятної якості повітря в приміщенні» зазвичай призводять до 3 змін повітря на годину залежно від щільності людей. Звичайно, мешканці не є єдиним джерелом забруднюючих речовин, тому вентиляція зовнішнього повітря може знадобитися більшою, якщо в приміщенні існують незвичні або сильні джерела забруднення. Коли зовнішнє повітря забруднене, надходження більшої кількості зовнішнього повітря може фактично погіршити загальну якість повітря в приміщенні та посилити деякі симптоми у мешканців, пов'язані із забрудненням зовнішнього повітря. Загалом сільське повітря на вулиці краще, ніж міське повітря в приміщенні. Витоки відпрацьованих газів можуть відбуватися з металевих витяжних труб печі, які ведуть до димоходу, якщо в трубі є витоки, а діаметр зони потоку газу в трубі зменшився.
Використання повітряних фільтрів може вловлювати деякі забруднювачі повітря. Відділ енергоефективності та відновлюваних джерел енергії Міністерства енергетики США рекомендує, що «[повітряна] фільтрація повинна мати мінімальне звітне значення ефективності (MERV) 13, як визначено ASHRAE 52.2-1999». Повітряні фільтри використовуються для зменшення кількості пилу, що потрапляє на вологі котушки. Пил може служити їжею для розвитку цвілі на вологих змійовиках і повітроводах і може знизити ефективність змійовиків.
Управління вологістю та контроль вологості вимагає роботи систем HVAC за проектом. Управління вологістю та контроль вологості можуть суперечити спробам оптимізувати роботу для збереження енергії. Наприклад, управління вологістю та контроль вологості вимагає, щоб системи були налаштовані на подачу повітря для підживлення при нижчих температурах (проектних рівнях), замість вищих температур, які іноді використовуються для економії енергії в кліматичних умовах, де переважає охолодження. Однак у більшості США та багатьох частинах Європи та Японії протягом більшості годин року температура зовнішнього повітря досить низька, тому повітря не потребує подальшого охолодження для забезпечення теплового комфорту в приміщенні. Однак висока вологість на відкритому повітрі викликає необхідність уважно стежити за рівнем вологості в приміщенні. Висока вологість сприяє розвитку цвілі, а вологість у приміщенні пов'язана з більшою поширеністю респіраторних проблем серед мешканців.
«Температура точки роси» є абсолютним показником вологості повітря. Деякі об'єкти проектуються з проектною точкою роси нижче 50 °F, а деякі — з верхньою та нижньою температурою 40 °F. Деякі об'єкти проектуються з використанням осушувальних коліс із газовими нагрівачами, щоб висушити колесо настільки, щоб отримати необхідні точки роси. У цих системах після видалення вологи з підживлюваного повітря використовується змійовик охолодження, щоб знизити температуру до бажаного рівня.
Комерційні будівлі, а іноді й житлові будинки, часто знаходяться під дещо позитивним тиском повітря відносно зовнішнього повітря, щоб зменшити інфільтрацію. Обмеження інфільтрації допомагає контролювати вологість.
Розбавлення внутрішніх забруднюючих речовин зовнішнім повітрям є ефективним, оскільки зовнішнє повітря не містить шкідливих забруднюючих речовин. Озон у зовнішньому повітрі міститься в закритих приміщеннях у низьких концентраціях, оскільки озон має високу реакційну здатність з багатьма хімічними речовинами, які знаходяться всередині приміщень. Продукти реакції між озоном і багатьма звичайними забруднювачами приміщень включають органічні сполуки, які можуть мати більший запах, подразнення або токсичність, ніж ті, з яких вони утворюються. Ці продукти хімії озону включають формальдегід, альдегіди з високою молекулярною масою, кислі аерозолі, дрібні та наддрібні частинки, серед іншого. Що вища швидкість зовнішньої вентиляції, то вища концентрація озону в приміщенні, і тим більша ймовірність виникнення реакцій, але навіть при низьких рівнях реакції відбуватимуться. Це означає, що озон слід видалити з вентиляційного повітря, особливо в місцях, де рівень озону на вулиці часто високий. Нещодавні дослідження показали, що смертність і захворюваність серед населення в цілому зростає в періоди підвищеного рівня озону на відкритому повітрі, і що поріг для цього ефекту становить приблизно 20 частин на мільярд (ppb).

## Екологія будівництва
Загальноприйнято вважати, що будівлі — це просто неживі фізичні об'єкти, відносно стабільні в часі. Це означає, що існує незначна взаємодія між тріадою будівлі, тим, що в ній (мешканці та вміст), і тим, що навколо неї (більше середовище). Зазвичай ми бачимо переважну більшість маси матеріалу в будівлі як відносно незмінний фізичний матеріал з часом. Справді, справжню природу будівель можна розглядати як результат складного набору динамічних взаємодій між їхніми фізичними, хімічними та біологічними вимірами. Будівлі можна описати і зрозуміти як складні системи. Дослідження із застосуванням підходів екологів до розуміння екосистем можуть допомогти покращити наше розуміння. «Будівельна екологія» пропонується як застосування цих підходів до архітектурного середовища, враховуючи динамічну систему будівель, їх мешканців і ширше середовище.
Будівлі постійно розвиваються в результаті змін у навколишньому середовищі, а також внаслідок змін мешканців, матеріалів і діяльності в них. Різні поверхні та повітря всередині будівлі постійно взаємодіють, і ця взаємодія призводить до змін у кожній. Наприклад, ми можемо спостерігати, як вікно дещо змінюється з часом, оскільки воно стає брудним, потім очищається, знову накопичує бруд, знову очищається і так далі протягом усього терміну служби. Насправді «бруд», який ми бачимо, може розвиватися в результаті взаємодії між вологою, хімікатами та біологічними матеріалами, які там знаходяться.
Будинки спроектовані або призначені для того, щоб активно реагувати на деякі з цих змін усередині та навколо них за допомогою систем опалення, охолодження, вентиляції, очищення повітря чи освітлення. Ми очищаємо, дезінфікуємо та обслуговуємо поверхні, щоб покращити їх зовнішній вигляд, ефективність або довговічність. В інших випадках такі зміни змінюють будівлі таким чином, що може бути важливим для їх власної цілісності або їх впливу на мешканців будівлі через еволюцію фізичних, хімічних і біологічних процесів, які визначають їх у будь-який час. Ми можемо виявити корисним поєднання інструментів фізичних наук з інструментами біологічних наук і, особливо, деяких підходів, що використовуються для екосистем, щоб отримати краще розуміння середовища, в якому ми проводимо більшу частину нашого часу.

## Інституційні програми

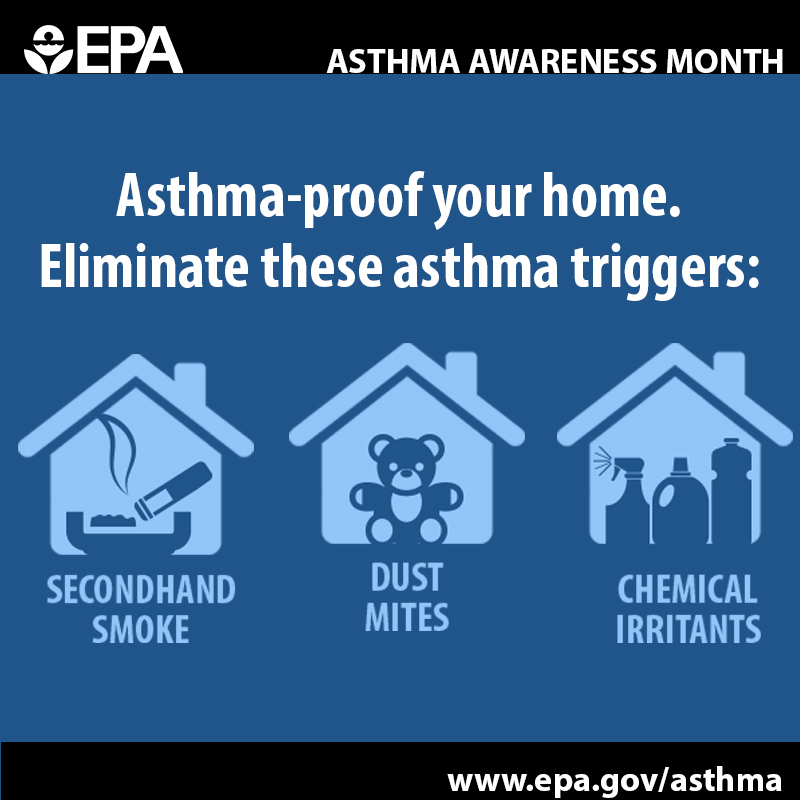
Графік EPA про тригери астми

Тема IAQ стала популярною завдяки більшій обізнаності про проблеми зі здоров'ям, спричинені пліснявою та провокаторами астми та алергії. У США обізнаність також підвищилася завдяки участі Агенція з охорони довкілля США (EPA), яке розробило програму «Інструменти IAQ для шкіл», щоб допомогти покращити умови навколишнього середовища в навчальних закладах. Національний інститут безпеки та гігієни праці проводить оцінку небезпеки для здоров'я (HHEs) на робочих місцях на прохання працівників, уповноважених представників працівників або роботодавців, щоб визначити, чи будь-яка речовина, яка зазвичай зустрічається на робочому місці, має потенційно токсичну дію, включно з приміщеннями. якість повітря.
Різноманітні вчені працюють у галузі якості повітря в приміщеннях, зокрема хіміки, фізики, інженери-механіки, біологи, бактеріологи та інформатики. Деякі з цих спеціалістів сертифіковані такими організаціями, як Американська асоціація промислової гігієни, Американська рада з якості повітря в приміщенні та Рада з якості повітря в приміщенні.
На міжнародному рівні Міжнародне товариство якості повітря в приміщеннях і клімату (ISIAQ), створене в 1991 році, організовує дві великі конференції: серію «Повітря в приміщеннях» і «Здорові будівлі».

## Подальше читання
- A Review of Recent Advances in Research on PM2.5 in China.